# Angiolina Bosio
Angiolina Bosio (Torí, 22 d'agost de 1830 - Sant Petersburg, 12 d'abril de 1859) fou una soprano italiana.
Només amb setze anys debutà a Milà amb l'òpera de Verdi I due Foscari rebent grans aplaudiments. Després d'haver cantat successivament a Verona, Copenhaguen i Madrid, marxà a París el 1848, on es presentà amb l'òpera Nabucco en rol d'Abigail, assolint un gran triomf. Després cantà la Matilde di Shabran i Luisa Miller, en les quals posà en relleu els seus dots de cantatriu dramàtica, que igualaven a la seva irreprotxable escola de cant i facultats vocals.
De retorn a Itàlia desenvolupà els papers més difícils de l'escola de Rossini amb tant encert, que li valgueren una brillant reputació. Va recórrer les principals capitals europees i americanes, assolint arreu els aplaudiments més espontanis.
Contractada pel Teatre Imperial de Sant Petersburg va cometre la imprudència d'abaixar una de les finestres del vagó en què viatjava, i l'intens fred que feia, augmentat per la velocitat del ferrocarril, li fou fatal, morint a poc d'arribar a Sant Petersburg, malgrat de la gran cura que se li va prodigar.